# Synagoga Zandela Orenbacha w Łodzi
Synagoga Zandela Orenbacha w Łodzi – prywatny dom modlitwy znajdujący się w Łodzi, przy ulicy Aleksandryjskiej 16.
Synagoga została zbudowana w 1895 roku z inicjatywy Zandela Orenbacha. Mogła ona pomieścić 30 osób. Podczas II wojny światowej hitlerowcy zdewastowali synagogę.